# Entacmaea quadricolor
Entacmaea quadricolor är en havsanemon som kan vara värd åt clownfiskar. Anemonen kan bli upp till 30 centimeter i diameter och får det mesta av sitt energibehov från solljus via symbiotiska zooxanthellae.

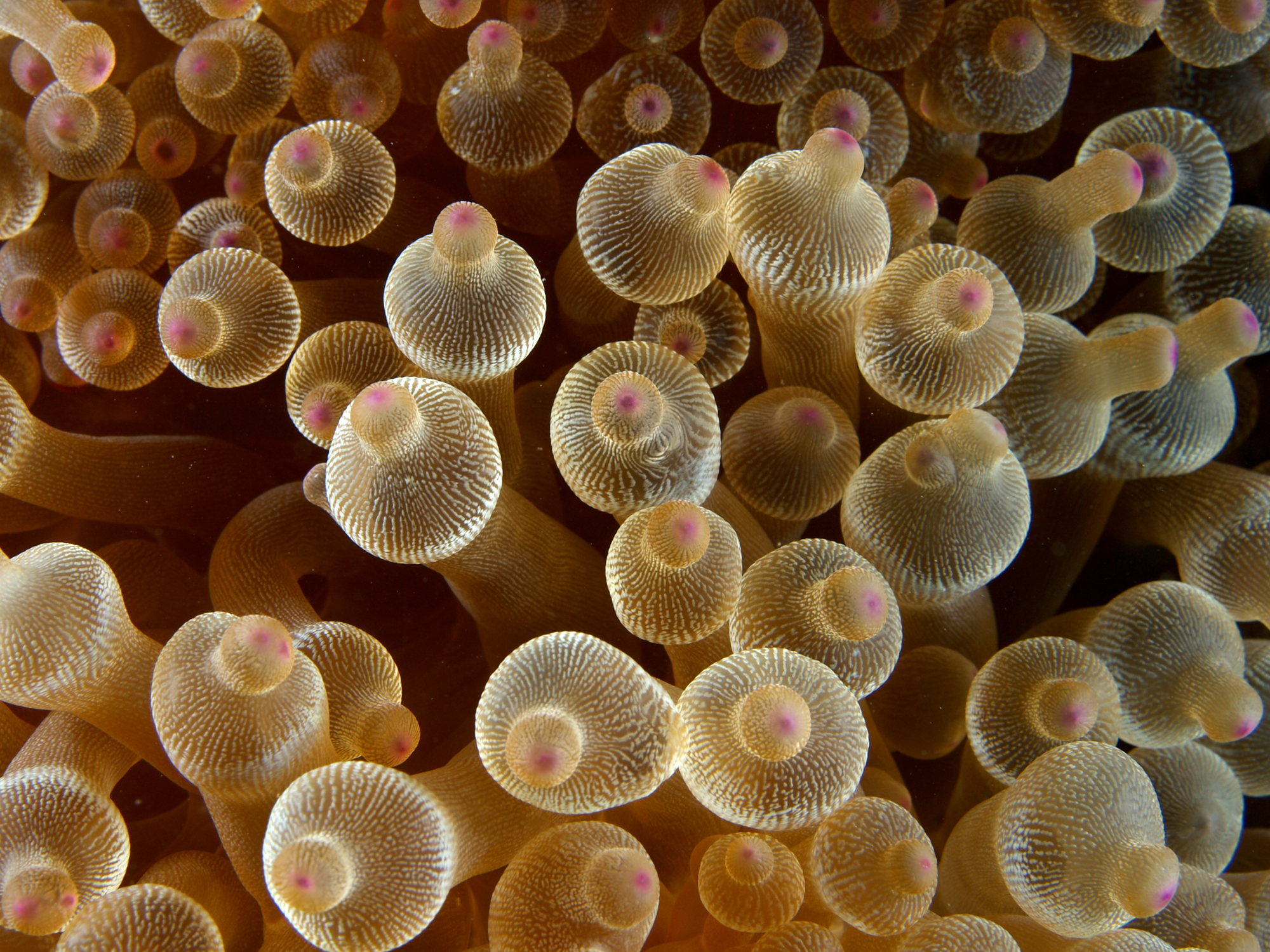